# Дивне кости
Дивне кости (енгл. The Lovely Bones) је роман из 2002. године књижевнице Алис Себолд. Прича о тинејџерки која, након што је силована и убијена, са свог личног неба посматра како се њена породица и пријатељи боре да наставе са својим животима док се она помири са сопственом смрћу. Роман је добио похвалу критичара и одмах је постао бестселер. Филмска адаптација, редитеља Питера Џексона, који је лично откупио права, издата је 2009. године и адаптиран је 2018. године као позоришна представа.